# Yoon-jin Kim
Yoon-jin Kim (Seül, Corea del Sud, va néixer el 7 de novembre de 1973), és una actriu de televisió i teatre, coneguda globalment, per caracteritzar al personatge de Sun Kwon, en la sèrie Lost de la cadena ABC.
Nascuda a Corea del Sud, a l'edat de 10 anys va immigrar cap als estats units amb la seva família, per a viure a l'illa de Staten, a Nova York. Mentre cursava el setè grau va començar a dedicar-se a l'actuació, realitzant el musical My Fair Lady. Més tard va cursar els seus estudis d'art en secundàries de diferents llocs de Nord-amèrica, entre ells Manhattan i Boston.

## Filmografia
- Diari de juny (2005)
- Lost (2004-Actualitat)
- Ardor (2002)
- Ahir (2002)
- Palma de ferro (2002)
- Swiri (1999)
- Vestit de les noces (1998)